# Бяла техника
Бялата техника е вид техника предимно предназначена за дома или друга сграда или помещение.

## Едра бяла техника
Едрата бяла техника е предимно свързана с домакинството и най-често се намира в кухнята на дадено жилище.
- Бойлер
- Готварска печка
- Пералня
- Сушилня
- Съдомиялна
- Фризер
- Хладилник

## Дребна бяла техника
- Аспиратор
- Абсорбатор
- Вентилаторна печка
- Газов котлон
- Газова отоплителна печка
- Гофретник
- Грил
- Електрическа кана
- Иноксов конвектор
- Кафе машина
- Кафеварка
- Кафемелачка
- Климатик
- Месомелачка
- Микровълнова фурна
- Миксер
- Отоплителна възглавница
- Отоплителна подложка
- Пасатор
- Прахосмукачка
- Радиатор
- Сокоизстисквачка
- Тостер
- Фритюрник
- Чайник
- Шейкър
- Ютия